# Major Fabiana
Fabiana Silva de Souza (Rio de Janeiro, 9 de janeiro de 1980), mais conhecida como Major Fabiana, é uma policial militar da reserva remunerada da Polícia Militar do Estado do Rio de Janeiro (PMERJ) e política brasileira filiada ao Partido Liberal (PL). Foi deputada federal pelo estado do Rio de Janeiro.

## Biografia
Fabiana Silva nasceu no município do Rio de Janeiro, em 9 de janeiro de 1980. Ex-subcomandante do 22º BPM (Maré) da Polícia Militar do Rio de Janeiro, ficou conhecida em 2014 após controlar um tumulto onde um ônibus era incendiado próximo a favela do Jacarezinho, de arma em punho e salto alto, e ter suas fotos viralizadas na internet.

## Trajetória política
Nas eleições de outubro de 2018, Fabiana Silva candidatou-se pela primeira vez ao cargo de deputada federal pelo estado do Rio de Janeiro na legenda do Partido Social Liberal (PSL). Alcançando a soma de 57.611 votos (o equivalente a 0,75% dos votos válidos), conseguiu ser eleita para a 56.ª legislatura da Câmara dos Deputados do Brasil. Tomando posse ao cargo em 1 de fevereiro de 2019, durante a legislatura, integrou como suplente a Comissão de Seguridade Social e Família (CSSF) e, como titular, as comissões de Desenvolvimento Urbano (CDU), de Defesa dos Direitos da Mulher (CMULHER), de Segurança Pública e Combate ao Crime Organizado (CSPCCO), de Legislação Participativa (CLP) e de Direitos Humanos e Minorias (CDHM).
Em abril de 2019, Fabiana Silva apresentou Projeto de Lei 1.444/2019 que propõe alterar o Código Penal Brasileiro modificando a Lei n° 10.826/2003, a fim de tornar crime possuir, portar, adquirir ou fornecer simulacro ou réplica de arma de fogo, sob a justificativa de que, segundo o Ministério Público, 40% dos assaltos a mão armada no Rio de Janeiro são praticados por simulacros de armas de fogo.
Em 7 de agosto de 2019, Fabiana Silva licenciou-se do mandato como deputada federal para assumir o cargo de Secretária de Vitimização e Amparo à Pessoa com Deficiência do estado do Rio de Janeiro mas, cerca de dois meses depois, em 24 de outubro de 2019, deixou o cargo para reassumir o mandato na câmara baixa do Congresso Nacional.
Filiada ao Partido Liberal (PL) disputou a reeleição na Câmara dos deputados, porém, não foi eleita após obter 30.096 votos.

### Desempenho em eleições
| Ano  | Eleição                    | Partido | Candidato a      | Votos  | %    | Resultado  |
| ---- | -------------------------- | ------- | ---------------- | ------ | ---- | ---------- |
| 2018 | Estadual no Rio de Janeiro | PSL     | Deputada federal | 57.611 | 0.75 | Eleita     |
| 2022 | Estadual no Rio de Janeiro | PL      | Deputada federal | 30.096 | 0.35 | Não eleita |

## Controvérsias

### Segurança privada
Em 2009, Major Fabiana Silva foi um dos 11 policiais punidos administrativamente por prestar serviço de segurança particular à Liga Independente das Escolas de Samba do Rio de Janeiro (LIESA), empresa privada criada pelos contraventores do jogo do bicho para organizar o carnaval do Rio de Janeiro. A punição impede os policiais de ocupar cargos no Estado-Maior.